# Roye, Haute-Saône
Roye är en kommun i departementet Haute-Saône i regionen Bourgogne-Franche-Comté i östra Frankrike. Kommunen ligger i kantonen Lure-Sud som tillhör arrondissementet Lure. År 2022 hade Roye 1 486 invånare.

## Befolkningsutveckling
Antalet invånare i kommunen Roye
| Referens: INSEE |